# Lijst van voetbalinterlands België - Zweden (vrouwen)
Deze lijst van voetbalinterlands is een overzicht van alle officiële voetbalinterlands tussen de nationale vrouwenteams van België en Zweden. De landen hebben tot nu toe vijf keer tegen elkaar gespeeld.

## Wedstrijden
| № | Plaats    | Datum             | Competitie           | Wedstrijd       | Uitslag |
| - | --------- | ----------------- | -------------------- | --------------- | ------- |
| 1 | Jönköping | 9 oktober 1985    | EK 1987 kwalificatie | Zweden − België | 5 − 0   |
| 2 | Aalst     | 1 oktober 1986    | EK 1987 kwalificatie | België − Zweden | 1 − 2   |
| 3 | Göteborg  | 23 september 2009 | WK 2011 kwalificatie | Zweden − België | 2 − 1   |
| 4 | Leuven    | 28 oktober 2009   | WK 2011 kwalificatie | België − Zweden | 1 − 4   |
| 5 | Leigh     | 22 juli 2022      | EK 2022              | Zweden − België | 1 − 0   |

## Samenvatting
| Competitie      | Totaal gespeeld | Winst België | Gelijk | Winst Zweden | Doelsaldo België – Zweden |
| --------------- | --------------- | ------------ | ------ | ------------ | ------------------------- |
| WK-kwalificatie | 2               | 0            | 0      | 2            | 2 − 6                     |
| EK-eindronde    | 1               | 0            | 0      | 1            | 0 − 1                     |
| EK-kwalificatie | 2               | 0            | 0      | 2            | 1 − 7                     |
| Totaal          | 5               | 0            | 0      | 5            | 3 − 14                    |